# Anastatus extraordinarius
Anastatus extraordinarius is een vliesvleugelig insect uit de familie Eupelmidae. De wetenschappelijke naam is voor het eerst geldig gepubliceerd in 1929 door Girault.